# Збогом краљице (филм)
Збогом краљице је француски филм који је написао и режирао Бенуа Жако (фр. Benoît Jacquot), објављен је 2012. Ради се о историјској драми.
Филм, представљен на отварању Берлинала 2012, адаптација је истоименог романа Чантал Тома . То је хроника дворског живота у Версајској палати између 15. и 18. јула 1789. године, када се после пада Бастиље становници, племство као и слуге, припремају да побегну из овог „златног затвора“. .Фокусира се на однос краљице коју глуми Дијана Кригер и њене младе читатељке коју глуми Леа Сејду (фр. Léa Seydoux)
Објављен у Француској 15. марта 2012. године, филм је добио награду Луј Деллук (фр. prix Louis-Delluc ) за најбољи филм године 2012. године, као и три Цезара (фр. César ) 2013. године, за најбољу сценографију, најбоље костиме и најбољу фотографију. У Француској су га подржали критичари али је претрпео тежак комерцијални неуспех.

## Синопсис
Француска револуција је управо започела. Радња се одвија на двору Версаја током три дана након пада Бастиље 14. јула 1789. Млада Сидони Лаборд (Леа Сејду)  ангажована је као читалац краљици Марији Антоанети . Она је смештена са осталим слугама у помоћним зградама замка, где се гласине о друштвеној реалности све више шире. Кроз свој мудри избор (понекад смелих) читања, Сидони  постепено ствара блиску везу са краљицом. Она чак сања да ће заменити Габријел де Полињак коју тумачи Виржини Ледоајен (фр. Virginie Ledoyen), најбољу пријатељицу и љубавницу Марије Антоанете.
Када вест о паду Бастиље уздрма монархију и посеје панику на двору, Сидони остаје верна свом послу. 16. јула краљица  припрема свој пртљаг како би се склонила у упориште Мец и тражи од Сидони да јој припреми мапу пута из књига у библиотеци. Али краљ Луј XVI, неодлучан и мирољубив, не бира између репресије побуне и дијалога ( отпуштајући министра за реформе Некера), већ остаје у Версају на несрећу краљице која је морала одустати од одласка.
Без муке, краљица манипулише узнемиреним осећањима своје читатељке да би спасила своју драгу Габријел, велику мету незадовољних Парижана. Она организује одлазак Габријеле за Швајцарску и користи Сидони као мамац да је заштити натеравши је да се обуче у величанствену хаљину војвоткиње. Она прелази границу у истим кочијама као и супружници Полињак прерушени у слуге и, из оданости својој краљици, без приговора преузима ризик да на себе свали народну осветољубивост.

## Пројекат и реализација филма
Пре него што је пожелео да је прилагоди, Бенуа Жако каже да га је прво занимао рад Чантал Тома (фр. Chantal Thomas) за „разумевање места и времена у ком се радња одвија“. За избор глумица, одлучио да подмлади лик Сидони Лаборд, која у књизи има 44 године, дајући улогу „глумици која изражава велику сензуалност“ Леи Сејдук. Тражио је тумача Марије Антоанете са жељом да одабере страну глумицу. Ева Грин (. Eva Green) је првобитно разматрана, али њено учешће у филму Тима Бертона ју је спречило да учествује у реализцији пројекта. Дијана Кругер се потом сама понудила, инсистирајући на свом великом интересовању за улогу. Што се тиче Виржини Ледоиен, редитељ је проналази након што је већ остварила упечатљиву улогу у филму Усамљена девојка из 1995. За Жакоа, „То су глумице које легитимишу универзум филма и које легитимишу филм“.
Већина снимања одвија се у Весају и у Малом Тријанону. Велика галерија и краљичина спаваћа соба (која се заправо налази у Малом Тријанону) снимају се у дворцу Шантији. Добијањем овлашћења за постављање својих филмских екипа у Версају (понедељком, када је дворац затворен, и ноћу), Беноа Жако жели од декора направити „карактер за себе“. Да би снимио овај историјски филм, редитељ је желео да избегне оно што назива „античким филмом“ како би „успоставио везу са садашњошћу“, истовремено избегавајући анахронизме. Међутим, можемо приметити да су речник и дикција младих глумица врло савремени. Такође је замолио свог директора фотографије да фаворизује природно светло. Значајна употреба технике ношених камера одражава Жакоову жељу да створи „осећај непосредности, као да неко прати сниматеља вести током насилног догађаја.“

## Контроверзе
Претпоставка Жакоовог филма је да је Марија Антоанета била бисексуална. Историчари то никада нису успели да докажу, као што никада нису успели да докажу да је имала интимну везу са грофом Ферзеном. Историчарка и специјалисткиња Марије Антоанете, Евелин Левер не верује у то, иако признаје „дивно написану“  књигу која је омогућила стварање филма. Она тако изјављује, поред чињенице да лик Сидони Лаборд никада није постојао (Жако изјављује да је то измишљени лик окружен историјским личностима, али је краљица заиста имала своје читатељке): „Ово веома снажно пријатељство (са госпођом де Полињак) не смемо претварати у хомосексуални однос. Краљица је оптужена за све сексуалне настраности. Порнографски напад је увек био политичко средство за дестабилизацију личности. „Приписују ми да волим жене и имам пуно љубавника“, каже она својој мајци. Непријатељи Марије Антоанете говорили су о њеном сафизму. Марија Антоанета, која није волела краља, имала је јака женска пријатељства и можда љубавника, Ферзена “

## Номинације и награде
- 2012: Награда Луј Делук за најбољи филм
- Цезар 2013:
- Најбољи сетови (Катја Вицкоп)
- Најбољи костими (Кристијан Гаск)
- Најбоља кинематографија (Роман Виндинг)
- Номинација Цезар за најбољи филм
- Номинација Цезар за најбољу режију (Бенуа Жако)
- Номинација Цезар за најбољу глумицу (Леа Сејду)
- Номинација Цезар најбољу адаптацију (Бенуа Жако и Жил Торан)
- Номинација Цезар за најбољу музику (Бруно Куле)
- Номинација Цезар за најбољу монтажу (Лук Барние)
- Номинација Цезар за најбољи звук (Брижит Тајандије, Франци Варније и Оливие Гоанар)